# Joe Carnahan
Joseph Aaron (Joe) Carnahan (Algonac, 9 mei 1969) is een Amerikaans filmregisseur, producent en scenarioschrijver. Hij is vooral bekend als de regisseur van actiefilms als Smokin' Aces (2007), The A-Team (2010) en The Grey (2011).

## Biografie
Joe Carnahan groeide op in Michigan en Noord-Californië. In 1987 studeerde hij af aan Fairfield High School. Vervolgens sloot hij zich aan bij San Francisco State University, maar uiteindelijk maakte hij de overstap naar California State University in Sacramento. Daar behaalde hij in 1994 een bachelor in filmstudies.

## Carrière
Na zijn studies ging Carnahan in Sacramento aan de slag bij televisiezender KMAX-TV, waar hij korte films en reclamespots producete. Nadien ging hij ook aan de slag in de filmindustrie. In 1995 maakte hij met de actiefilm Karate Raider zijn debuut als scenarioschrijver.
In 1998 maakte Carnahan met de actiekomedie Blood, Guts, Bullets and Octane zijn regiedebuut. Enkele jaren later brak hij door met Narc (2002), een politiethriller die hij schreef en regisseerde. De film met hoofdrolspelers Ray Liotta en Jason Patric kreeg overwegend positieve recensies van de Amerikaanse filmpers.
In de daaropvolgende jaren maakte Carnahan naam als regisseur en scenarist van actiefilms. In 2006 schreef en regisseerde hij Smokin' Aces. De film beschikte over een bekende cast bestaande uit onder meer Ben Affleck, Jason Bateman, Common en Andy García, maar was geen succes bij de Amerikaanse filmrecensenten. Met een budget van 17 miljoen dollar en een opbrengst van zo'n 57 miljoen dollar was de film wel een klein financieel succes. In 2010 kreeg de film met Smokin' Aces 2: Assassins' Ball een sequel.
In 2010 schreef en regisseerde hij met The A-Team een actiefilm die gebaseerd was op de gelijknamige tv-serie uit de jaren 1980. De film was opnieuw geen succes bij de Amerikaanse filmpers en bleef ook financieel onder de verwachtingen. Plannen voor een sequel werden daardoor geschrapt.
Nadien regisseerde Carnahan onder meer de actiefilm The Grey (2011). Voor die film werkte hij opnieuw samen met Liam Neeson, die eerder ook al een hoofdrol vertolkt had in The A-Team. Omstreeks 2015 schreef Carnahan ook mee aan het script van Bad Boys for Life (2020). Hij werd ook overwogen als regisseur, maar haakte uiteindelijk begin 2017 af.
Naast films regisseert, produceert en schrijft Carnahan ook afleveringen voor televisieseries. Zo werkte hij mee aan onder meer The Blacklist (2013–2014) en State of Affairs (2014–2015)

## Filmografie

### Film
| Jaar | Titel                           | Regisseur | Scenarist |
| ---- | ------------------------------- | --------- | --------- |
| 1995 | Karate Raider                   |           |           |
| 1998 | Blood, Guts, Bullets and Octane |           |           |
| 2002 | Narc                            |           |           |
| 2007 | Smokin' Aces                    |           |           |
| 2008 | Pride and Glory                 |           |           |
| 2010 | The A-Team                      |           |           |
| 2010 | Smokin' Aces 2: Assassins' Ball |           |           |
| 2011 | The Grey                        |           |           |
| 2014 | Stretch                         |           |           |
| 2018 | Death Wish                      |           |           |
| 2018 | El Chicano                      |           |           |

### Televisie
| Jaar      | Titel              | Regisseur | Scenarist |
| --------- | ------------------ | --------- | --------- |
| 2006      | Faceless (tv-film) |           |           |
| 2013–2014 | The Blacklist      |           |           |
| 2014      | Those Who Kill     |           |           |
| 2014–2015 | State of Affairs   |           |           |